# خيال طبي
الخيال الطبي هو خيال تتناول أحداثه مستشفى أو طاقم إسعاف أو أي بيئة طبية. وينتشر بشكل كبير على شاشة التلفاز، وخاصة بهيئة دراما طبية، إضافة إلى الروايات.
يُعتبر تصوير المؤسسات الطبية وموظفيها مهمًا بسبب تأثيره على تصور نظرائهم الحقيقيين، ولدوره في التعليم الطبي. فمن خلال التجارب الشخصية أو الجماعية مع أمراض معينة ومؤسسات طبية وعاملين في مجال الصحة، يمكن للجمهور أن يرتبط بالمواقف المصورة في الخيال الطبي، ما يدعم نجاح هذا النوع. تتطلب رؤية هذه الأعمال درجة من الواقعية من أجل «تجنب التفسيرات الخاطئة أو الأفكار الخاطئة عن الممارسة المؤسسية أو المهنية الطبية».
تسمح أعمال الخيال الطبي «بعرض ومناقشة المعضلات الأخلاقية التي لا تُطرح في كثير من الأحيان لأسباب تتعلق بالصلاحية أو الإحراج أو الخوف من العقاب» في المجتمع العلمي.
مستشفى بيبي لاند العام هو نوع مختلف من الخيال في شكل مبنى فعلي، حيث تؤدى أدوار الولادة والتبني على دمى كابيج باتش كيدس في مستشفى سابق جرى تحويله.
يشير المصطلح أيضًا إلى الطب السردي - القصص التي كتبها العاملون الطبيون للمساعدة في تعزيز التعاطف وإضفاء الطابع الإنساني على ممارسة الطب.

## التاريخ
بالنظر إلى أهمية الشفاء والتحولات الجسدية في الأدب العام نفسه، يمكن القول إن تاريخ الخيال الطبي يمتد إلى الحضارة اليونانية متمثلًا بأسقليبيوس، إله الطب اليوناني القديم. في الأسطورة، وفي الفهم العام اليوناني الشعبي، قيل إن الإله يشفي الأفراد من خلال كهنة معبده.
من الأمثلة الأكثر شهرة للخيال الطبي في الدراماتورج مسرحية المريض الوهمي، التي كتبها موليير. تركز المسرحية الكوميدية الساخرة على مهنة الطب وتُظهر قصور شخصيتها الرئيسية. تسخر المسرحية من مجتمع باريس في أواخر القرن 17، وتحديدًا البرجوازية، وتُعتبر عمومًا قطعة من التعليق الاجتماعي الثاقب.
يمكن العثور على أحد الأمثلة على الخيال الطبي، إن لم يكن أقدمها، في رواية فرانكشتاين لماري شيلي. تتناول الرواية الخلق البغيض للدكتور فيكتور فرانكشتاين، إذ تحاول الشخصية التحايل على الموت من خلال خلق الحياة. يستكشف نص الخيال الطبي هذا الكثير من الموضوعات الأخلاقية، مثل دور الطبيب في حفظ الحياة، وأخلاقيات محاولة خلق الحياة بطرق غير طبيعية، والتطرف المنطقي للعب دور الله.
أظهرت مدونة في عام 1889 في المجلة الطبية البريطانية تحولًا اجتماعيًا في إنجلترا إذ بدأ الأطباء في اكتساب مكانة أعلى في المجتمع، وعُكست الممارسة التاريخية للسخرية من الممارسين الطبيين من خلال أعمال مؤلفين مثل لورانس ستيرن وهنري فيلدينغ وتوبياس سموليت. وبعد أربع سنوات، شاركت المجلة نفسها في التشكيك في الدقة الطبية في أعمال الخيال الطبي، بدءًا من الاستشهاد بطلب من مارك توين لإلقاء محاضرة في الكيمياء أمام الجمعية الملكية، تلاه تشريح سريع لمختلف المغالطات الطبية في الأعمال الخيالية المعاصرة في ذلك الوقت.
شهد العقد الأول من القرن العشرين صعود «رواية الطبيب» بوصفها نوع فرعي أدبي، وهي في حد ذاتها مجموعة فرعية من الخيال الطبي أو مرادف له.
يناقش كتاب صدر عام 2009 بعنوان «الأطباء في الخيال: دروس من الأدب» الممارسين الطبيين بين أواخر القرن الثاني عشر وأوائل القرن الحادي والعشرين، بما في ذلك تحليلات صغيرة لفتراتهم الزمنية.

## الانتقاد
أثار العاملون الطبيون مخاوف بشأن عدم الدقة الموجودة في الدراما الطبية، مشيرين إلى توقعات غير واقعية يمكن أن تطرحها على المشاهدين فيما يتعلق بسرعة الاستجابة والعلاج غير التقليدي في غرف الطوارئ. وتفاقمت هذه القضايا بسبب تصوير السلوك غير المهني في برامج مثل هاوس (مسلسل تلفزيوني)، والتي إلى جانب تصوير إجراءات طبية غير صحيحة، يمكن أن تؤثر سلبًا على طلاب الطب. ومع ذلك، يجادل النقاد والمدربون بأن هذه الحلقات يمكن استخدامها في البيئات الأكاديمية لتعزيز المناقشات حول الأخلاقيات وسوء الممارسة والعلاقات المناسبة بين الطبيب والمريض.
فيما يتعلق بالروايات الطبية، وُجهت انتقادات مماثلة للحريات الفنية وعدم الدقة، ولكن مع ذلك، فإن الأدب قد يزيد من الاهتمام بالمجال الطبي وتاريخه. وجّه الانتباه إلى استخدام الخيال بوصفه أداة مفيدة لعلماء الأخلاقيات الحيوية لفهم السلوك غير النمطي والإجرامي، مثل جرائم القتل التي ارتكبها القاتل المتسلسل هارولد شيبمان.

## الأنواع الفرعية
- تحتوي الروايات الرومانسية على فئة فرعية مستقلة في الطب، تُسمى الرومانسية الطبية، ولها بيئاتها وشخصياتها الخاصة.[20]
- رواية الطبيب.[20]
- جريمة أو مؤامرة طبية.
- خيال البحوث الطبية.[20]
- الإثارة الطبية.
- كوميديا طبية.
- الطب النفسي في الخيال.[21][22]
- الخيال العلمي الطبي.
- الشعر الطبي.